# Superkolonie van mieren

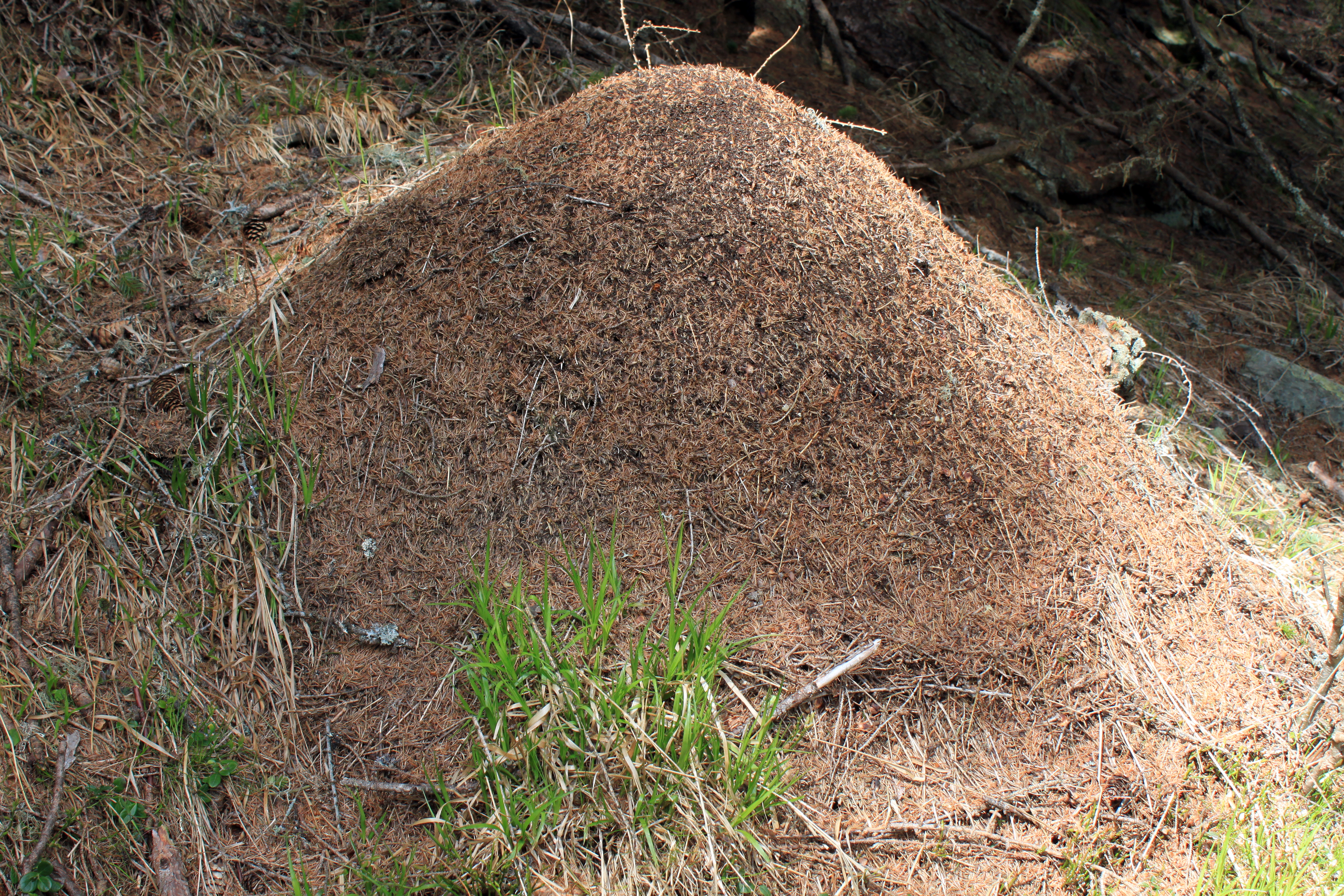
Grote mierenhoop in Zuid-Tirol

Een superkolonie van mieren is een uitzonderlijk grote kolonie van mieren, bestaande uit een groot aantal fysiek gescheiden, maar sociaal met elkaar verbonden nesten van een enkele mierensoort (polydomie), verspreid over een groot gebied zonder territoriale grenzen. Een superkolonie bevat een groot aantal eierenleggende vrouwtjes (koninginnen).

## Sociale organisatie
Kenmerkend voor een superkolonie is polygynie, de aanwezigheid van veel eierenleggende vrouwtjes (de koninginnen of gynes). De werksters en koninginnen van verschillende nesten binnen de superkolonie kunnen zich vrijelijk tussen de nesten bewegen en alle werksters werken zonder onderlinge agressie met elkaar samen bij het verzamelen van voedsel en de zorg voor de nakomelingen, ongeacht uit welk nest ze komen.

## Uitbreiding van de superkolonie

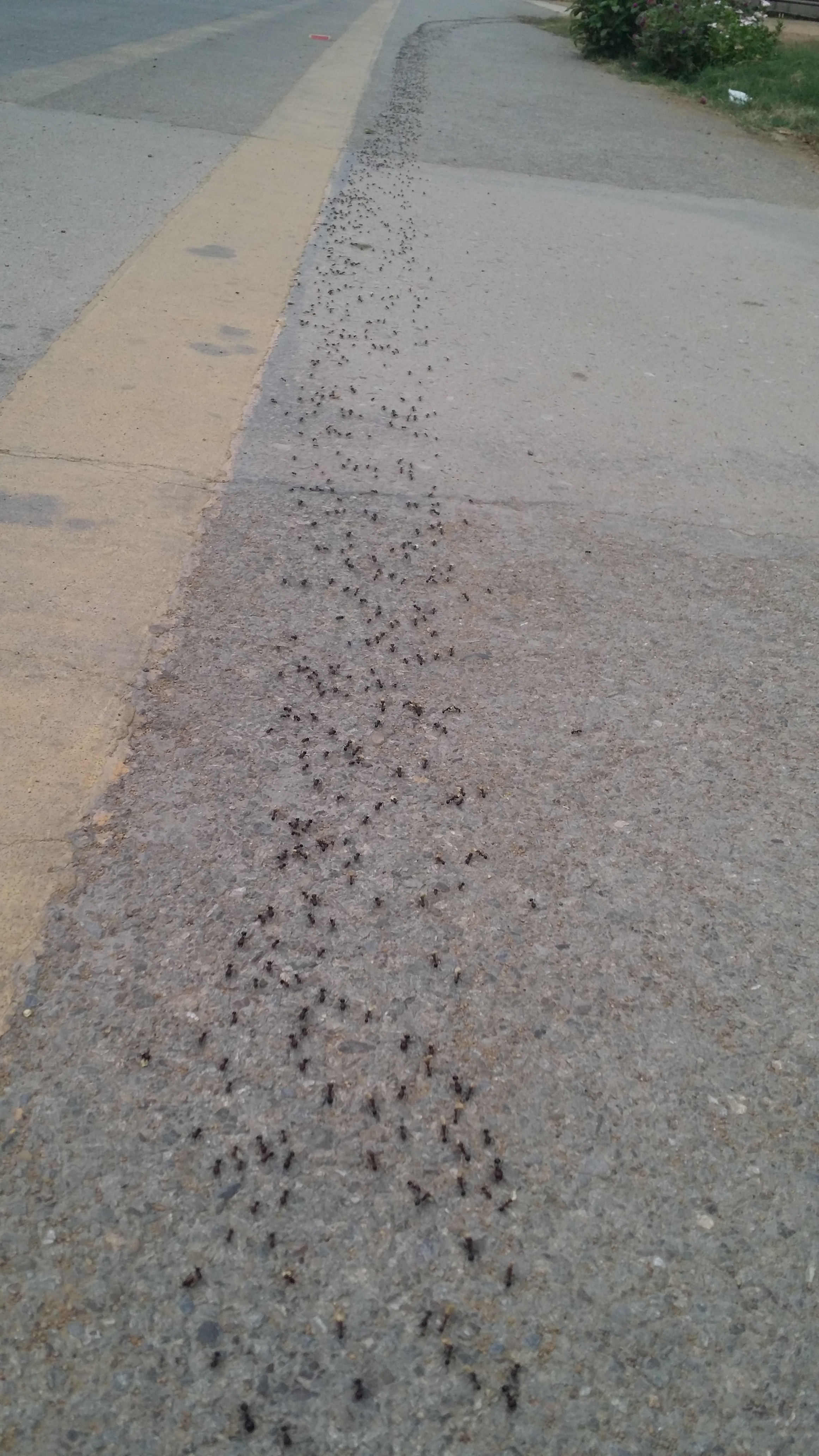
Zeer lange mierenstraat

Zolang er geschikte onbezette ruimte met voldoende voedselbronnen beschikbaar is, breiden superkolonies zich continu uit door middel van "budding", waarbij koninginnen samen met een aantal werksters het nest verlaten en op loopafstand een nieuw met de kolonie verbonden nest starten. De superkolonie kan zich ook over grotere afstanden uitbreiden door middel van "jump-dispersal" (sprongsgewijze verspreiding), waarbij zelfs meerdere continenten kunnen worden bestreken. Jump-dispersal geschiedt gewoonlijk onopzettelijk doordat de mieren meeliften met menselijk transport, bijvoorbeeld bij het vervoer van voedsel of plantmateriaal met schepen of vliegtuigen.

## Voorbeelden
Een treffend voorbeeld van een mierensoort die superkolonies over meerdere continenten kan vormen is de invasieve Argentijnse mier (Linepithema humile). De eveneens hoogst invasieve soorten rode vuurmier (Solenopsis invicta) en tropische vuurmier (Solenopsis geminata) vermeerderen zich ook nog door middel van de klassieke bruidsvluchten, zodat de kolonie zich op drie manieren kan uitbreiden. Van de circa 14.000 beschreven mierensoorten is bij minder dan 1% bekend dat zij superkolonies vormen.
Hoewel superkolonies overwegend worden gevonden in relatief weinig mierensoorten, worden soortgelijke unikoloniale populaties ook gevonden in sommige termietensoorten van het genus Reticulitermes. 

## Overlast
In het algemeen zijn mieren die superkolonies vormen invasief en schadelijk in de gebieden waar zij van oorsprong niet voorkomen. Hoewel niet alle superkoloniale soorten invasief zijn en niet alle invasieve soorten dominant in hun omgeving, worden zij gewoonlijk wel geassocieerd met invasieve populaties. Van sommige invasieve soorten is bekend dat zij ook in hun oorspronkelijke habitat superkolonies vormen, maar daar blijven zij meestal door natuurlijke vijanden relatief klein. Waar zij binnendringen in vreemde gebieden zijn ze veel groter en dominant en vormen zij een bedreiging voor de ecologische diversiteit. Soorten die bij uitzondering superkolonies vormen zonder daarbij invasief te zijn worden voornamelijk gevonden in de genus Formica.

## In Nederland
In 2024 werd in het Natura 2000-gebied Meijendel & Berkheide en een daarin gevestigd kantoorgebouw van TNO een superkolonie van plaagmieren (Lasius neglectus) aangetroffen ter grootte van vijf voetbalvelden. Het is de eerste kolonie plaagmieren die in een natuurgebied in Noordwest-Europa is waargenomen. Het graafwerk van de nijvere diertjes heeft al geleid tot verzakkingen van verharde paden en overlast in het kantoorgebouw.

## Soorten
- Anoplolepis gracilipes (hazewindmier)[4]
- Formica yessensis[4]
- Formica aquilonia[4]
- Iridomyrmex purpureus (meat ant)
- Lasius neglectus
- Lepisiota canescens
- Lepisiota frauenfeldi
- Lepisiota incisa
- Linepithema humile (Argentine ant)[4]
- Monomorium pharaonis
- Myrmica rubra[4]
- Nylanderia fulva (tawny crazy ant)[4]
- Paratrechina longicornis
- Pheidole megacephala (glimmende dikkop)
- Plagiolepis alluaudi[8]
- Plagiolepis schmitzii
- Solenopsis geminata (tropische vuurmier)
- Solenopsis invicta (rode vuurmier)
- Solenopsis richteri
- Solenopsis saevissima[9]
- Tapinoma
- Technomyrmex albipes
- Vollenhovia emeryi
- Wasmannia auropunctata (dwergvuurmier)[4]

## Superkolonies bij termieten
Superkolonies die vergelijkbaar met die van mieren worden ook gevonden in sommige termietensoorten van het genus Reticulitermes. 
In Frankrijk werd een superkolonie gevonden van de invasieve soort Reticulitermes urbis, die ongeveer 7 hectare besloeg. In 2012 werden gigantische invasieve superkolonies van Reticulitermes flavipes in de Canadese metropool Toronto beschreven. Deze kunnen zich uitstrekken over tientallen kilometers en honderdduizenden of miljoenen termieten bevatten, die geen onderlinge agressie vertonen. Met name in stedelijke gebieden vormen zij superkolonies die hele gebieden bezetten.